# Polygonia harrisoni
Polygonia harrisoni är en fjärilsart som beskrevs av Edwards 1873. Polygonia harrisoni ingår i släktet Polygonia och familjen praktfjärilar. Inga underarter finns listade i Catalogue of Life.